# Callogobius producta
Callogobius producta är en fiskart som först beskrevs av Herre 1927.  Callogobius producta ingår i släktet Callogobius och familjen smörbultsfiskar. Inga underarter finns listade.